# Голубинська-1
Голубинська-1 (рос. Голубинская-1) — печера в Архангельській області, на Біломорсько-Кулойському плато європейської півночі Росії. Карстова печера горизонтального типу простягання. Загальна протяжність — 305 м. Глибина печери становить 11 м. Категорія складності проходження ходів печери — 1.